# Петкі Шандор Ференцович
Шандор Петкі (1917—2005) — відомий педагог, живописець і графік, представник Закарпатської школи живопису, один з перших членів Закарпатської організації Спілки художників.

## Біографія
Народився в Ужгороді 12 серпня 1917 року в сім'ї поліграфіста Ференца Петкі  та Єлізавети Гаразді  у місті Ужгород. Закінчив Ужгородську учительську семінарію, працював вчителем. За рекомендацією Й. Бокшая і А. Ерделі, які помітили його художній талант, поступив у Будапештську академію образотворчих мистецтв (1939—1944), де його вчителями були відомі угорські художники А. Бенкгардт, І. Болдижар, Е. Елекфі. Після навчання повернувся на Закарпаття і став активним учасником мистецького життя краю.
Член Національної Спілки художників України з 1947 р. Багаторічний викладач Ужгородського художнього училища.
Входив у творче і дружнє коло класиків Закарпатської школи: А. Ерделі, Й. Бокшая, Ф. Манайла, А. Коцки, Е. Контратовича, В. Свиди. Постійний учасник обласних і всеукраїнських (з 1947 р.), міжнародних (з 1968 р.) художніх експозицій. Провів 6 персональних виставок в Ужгороді та Ніредьгазі (Угорщина).
Майстерно володів усіма техніками живопису: олійним малярством, аквареллю, рисунком вугіллям і крейдою. Однак проявив себе саме в акварельному письмі. Його роботам притаманна неповторна і гармонійна колористика, легкість, жанрова різноманітність (пейзаж, портрет, натюрморт, сюжетні композиції). Його твори експонувалися у Львові, Києві, Москві, Ризі, Вільнюсі, а також за кордоном — в Угорщині, Румунії, Чехословаччині. 
Твори митця зберігаються в музеях і приватних колекціях України та Угорщини.
Закінчив своє земне життя Шандор Петкі  п’ятого вересня 2005 року. Похований в Угорщині.